# Walew
Walew – wieś w Polsce położona w województwie łódzkim, w powiecie łęczyckim, w gminie Daszyna.
W latach 1975–1998 miejscowość administracyjnie należała do województwa płockiego.

## Historia
Walew jest gniazdem rodowym Walewskich herbu Amadej.
Prywatna wieś szlachecka, która od początku XVI w. wchodziła w skład zwartego klucza majątkowego rodziny Szamowskich h. Prus I.